# Metis (måne)
För andra betydelser, se Metis.
Metis (Jupiter XVI) är Jupiters innersta måne. Den upptäcktes den 4 mars 1979 av astronomen Stephen p. Synnott då man studerade de fotografier som Voyager 1 skickat tillbaka. Metis fick då den tillfälliga beteckningen S/1979 J3. 1983 uppkallades den efter titanen Metis som var Zeus första hustru.

## Omloppsbanans egenskaper
Metis kretsar kring Jupiter på ett avstånd av 127 969 kilometer, på 7 timmar och 4 minuter. Banans excentricitet är 0,0012 med en lutning på 0,019° i förhållande till Jupiters ekvatorialplan. Den rör sig innanför Jupiters ringsystem och är troligtvis en bidragande källa till ringpartiklarna. 
Den ligger innanför Jupiters geostationära omloppsbana och närmar sig därför Jupiter lite för varje varv och slutligen kommer den att falla in i Jupiter. Den ligger också innanför Roche-gränsen men den är troligtvis för liten för att slitas sönder av tidvattenkrafterna. 

## Fysiska egenskaper
Metis har en genomsnittlig diameter på 43 kilometer och en densitet på 3,0 g/cm3 vilket kan tyda på att den är uppbyggd av silikater och fruset vatten. Den har en mörk yta med en albedo på 0,05 vilket betyder att endast 5 % av solljuset som träffar den reflekteras. Magnituden är ungefär 17,7. Metis roterar kring sin egen axel på 7 timmar och 4 minuter och har därför praktiskt taget en bunden rotation.

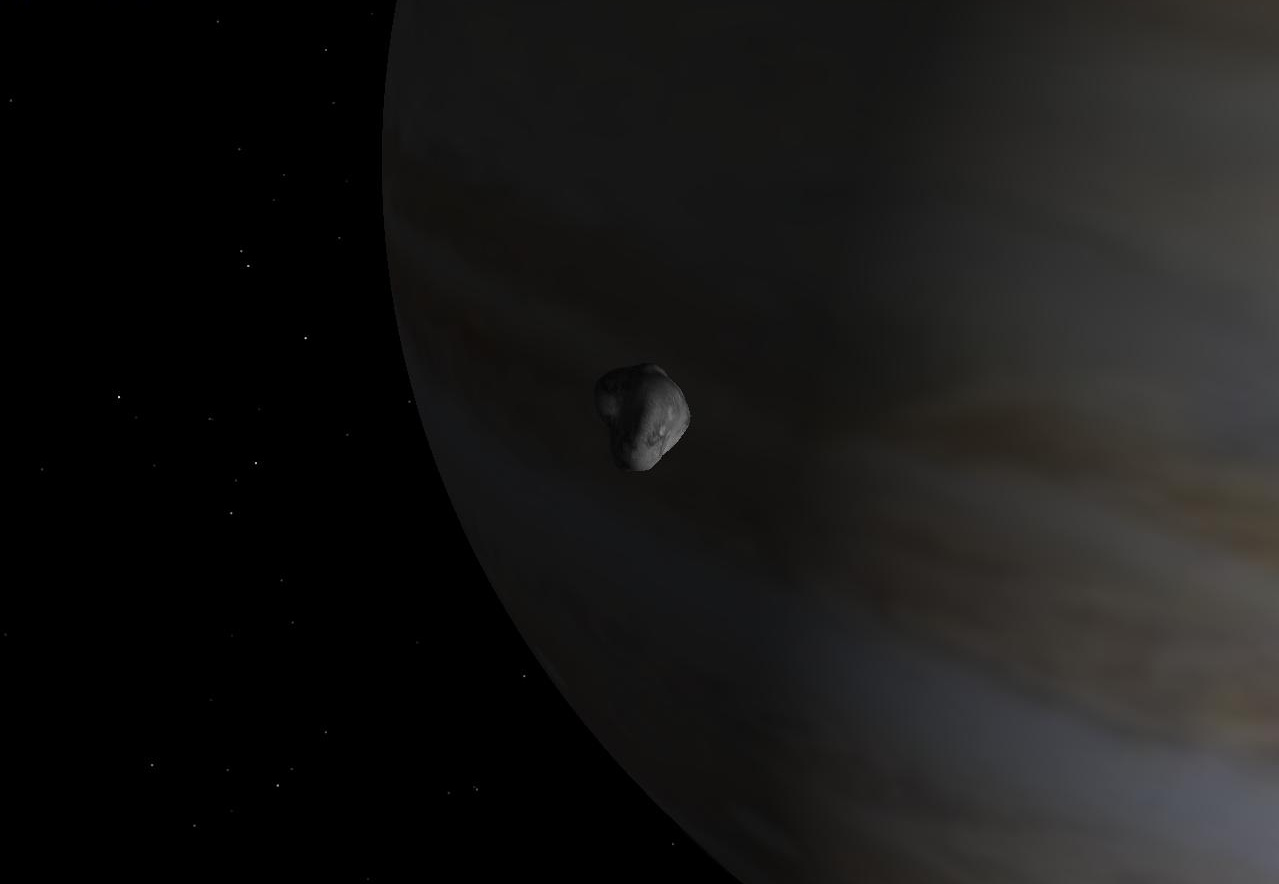
Metis med Jupiter i bakgrunden.